# 藤原有綱
藤原 有綱（ふじわら の ありつな）は、平安時代後期の貴族・学者・漢詩人。藤原北家真夏流（日野家流）、式部大輔・藤原実綱の長男。官位は正四位下・文章博士。

## 経歴
後冷泉朝の天喜元年（1053年）に対策に及第し、六位蔵人兼左衛門尉に任ぜられる。従五位下に叙爵後、右衛門権佐・五位蔵人を歴任し、後冷泉朝末の治暦4年（1068年）3月に正五位下に叙せられる。しかし、同年4月に後三条天皇が即位すると蔵人を止められ、翌治暦5年（1069年）摂津守として地方官に転じた。
白河朝では大学頭・文章博士と学者の官職を歴任し、中宮亮として中宮・藤原賢子に仕えた。一方で令子内親王や藤原師通の家司も務めている。
「応徳」の元号制定の勘申者でもあったため、応徳年間には最も名声がある学者の一人であったという。漢詩人や歌人としても名高く、漢詩は『本朝無題詩』や『別本和漢兼作集』、和歌は『万代集』『秋風集』などにその作が残っている。承保2年（1075年）には自邸での歌合開催が記録に残されている。
応徳3年（1086年）9月卒去。最終位階は正四位下。

## 官歴
- 天喜元年（1053年） 正月20日：献策[1]。正月：左衛門尉、検非違使宣旨[1]。5月1日：見六位蔵人[2]
- 時期不詳：大内記[3]
- 時期不詳：従五位下。右衛門権佐
- 治暦3年（1067年） 正月24日：五位蔵人[4]
- 治暦4年（1068年） 正月7日：正五位下[4]。4月19日：止蔵人[4]
- 治暦5年（1069年） 正月27日：摂津守[5]
- 時期不詳：従四位下
- 承保2年（1075年） 5月14日：見大学頭[6]。8月20日：見摂津守[7]
- 時期不詳：従四位上
- 承暦2年（1078年） 6月：文章博士[8]
- 承暦3年（1079年） 7月9日：見大学頭文章博士中宮亮（中宮・藤原賢子）[9]
- 永保元年（1081年） 8月27日：令子内親王家司[10]
- 応徳元年（1084年） 3月25日：見藤原師通家司[11]
- 時期不詳：正四位下
- 応徳3年（1086年） 9月：卒去（正四位下）[1]

## 系譜
『尊卑分脈』による。
- 父：藤原実綱
- 母：源道成の娘
- 妻：藤原永職（または丹波経基）の娘
  - 男子：藤原実義
- 妻：散位敏貞（姓不明）の娘
  - 男子：藤原資文
- 生母不詳の子女
  - 男子：有観（又は有視）
  - 女子：源義家正室 - 義国・義忠母[12]